# Сухиничи
Сухи́ничи — город (с 1840) в России, административный центр Сухиничского района Калужской области. Узел железнодорожных линий (на Брянск, Москву, Рославль, Тулу), две крупные железнодорожные станции: Сухиничи-Главные и Сухиничи-Узловые. Образует городское поселение город Сухиничи.

## География
Расположен в Калужской области, на левом берегу реки Брынь, в 5 км от автомагистрали М3 Москва — Киев, в 105 км к юго-западу от Калуги.

## История
Известные памятники археологии относятся к первой половине первого тысячелетия новой эры — это курганы, городища, поселения.
Сухиничи упомянуты в метриках Великого Княжества Литовского (Lithuanian METRICA, книга 3, 1440—1498). Запись сделана около 1440-х годов.

Мезецкимъ кн(я)земъ, кн(я)зю Федору, кн(я)зю Роману, кн(я)зю Ивашку отчина ихъ, што отец ихъ держалъ, кн(я)зь Андрей, а кн(я)зь Дмитрей што они выслужили у Витовта — Мезочоскъ, Орен, Сульковичи, Сухиничи, Дубровна а Когабринь, Огдырев, Олешна, Устье, Лабодин, Жабын, Рука, Немерзка, Котер, — то все прислухасть к тымъ волостемъ, а то имъ всемъ тремъ. И вси панове.
Село Сухиничи было основано, судя по всему, до XV века, но до XIX века никогда не было административным центром и не имело статуса уездного города и принадлежало к числу тех очень немногих русских поселений, которые выстроились сами, благодаря развитию хозяйственной жизни, а не были построены для военных или административных надобностей. Как город поселение было оформлено благодаря слиянию самих Сухиничей с деревнями Тросна, Ханчиково и Перновичи в 1840 году.
Ещё до обращения в город в 1840 году село Сухиничи служило важным перевалочным пунктом для таких товаров, как сало, пенька, конопляное масло и прочих, направлявшихся через него к пристаням Волги и Западной Двины. Торговля для Сухинич составляла в то время одну из характерных особенностей. Через селение в одно только зимнее время проходило ежегодно от шести до десяти тысяч груженых подвод, а оборот этой торговли равнялся 25 миллионам рублей. Как правило, товар направлялся на Зубцовскую и Ржевскую пристани, а оттуда к Рижскому и Санкт-Петербургскому портам.

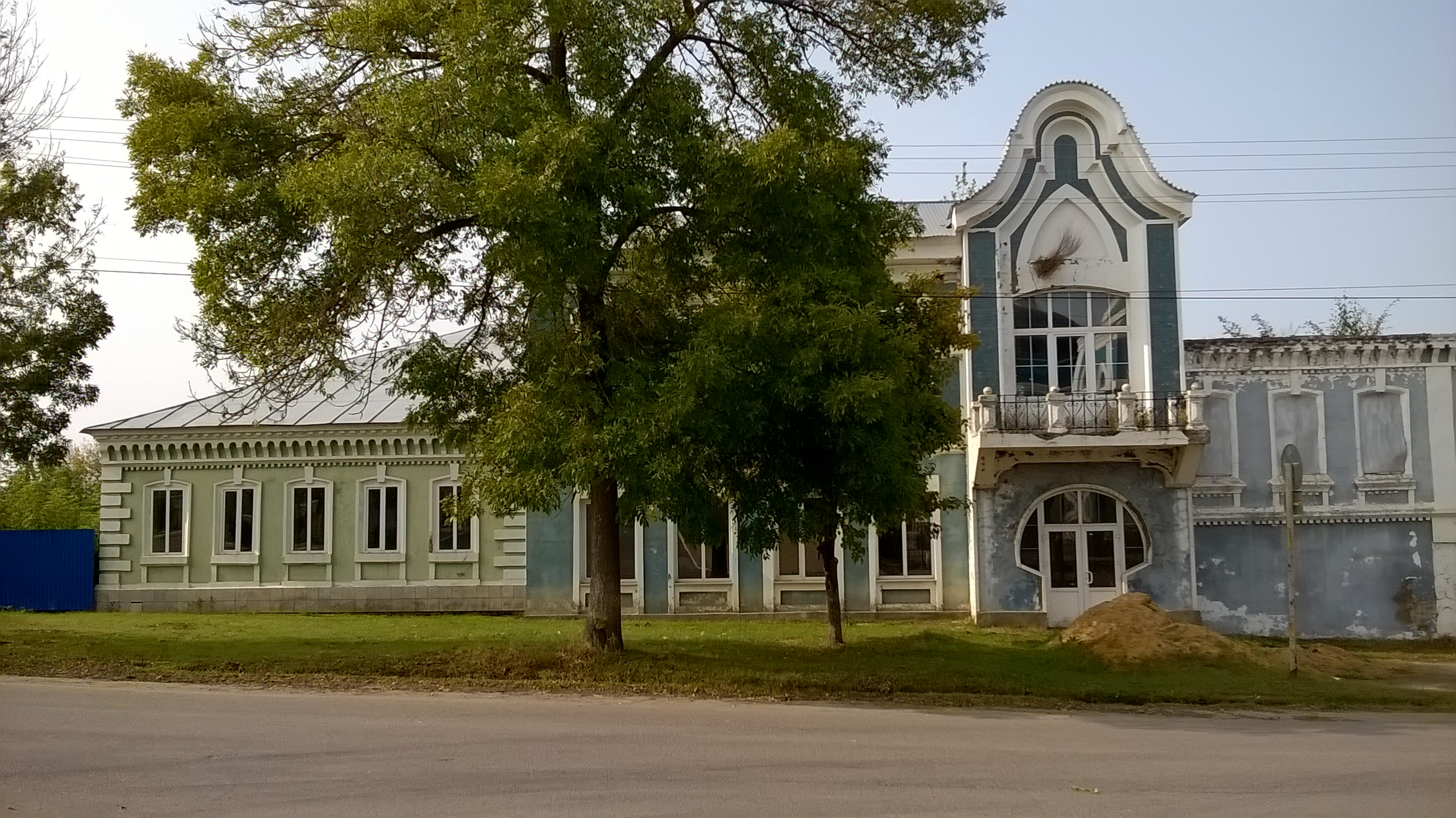
Дом купца Смоленова, который также называют «Смоленовский дом». После революции 1917 года здание использовалось как кинотеатр и дом пионеров. Фотография: 22 сентября 2020

Активное хозяйственное развитие на территории района началось в конце XVIII — начале XIX веков, когда город Сухиничи стал приобретать важное торговое значение. В этот период построены все основные сохранившиеся памятники архитектуры и градостроительства.
Храм в честь Смоленской иконы Божией Матери построен в 1770 году. Разрушенная в 1933-м, колокольня была восстановлена в 2003 году. В 1937-м многих священников расстреляли на окраине Сухинич, в местечке, называемом «Калинов Куст». При советской власти в церкви располагалась школа фабрично-заводского обучения и мастерские; во время оккупации фашистами в церкви была конюшня; после освобождения города от фашистов, в 1943-м, советская власть разрешила открыть церковь для служения.

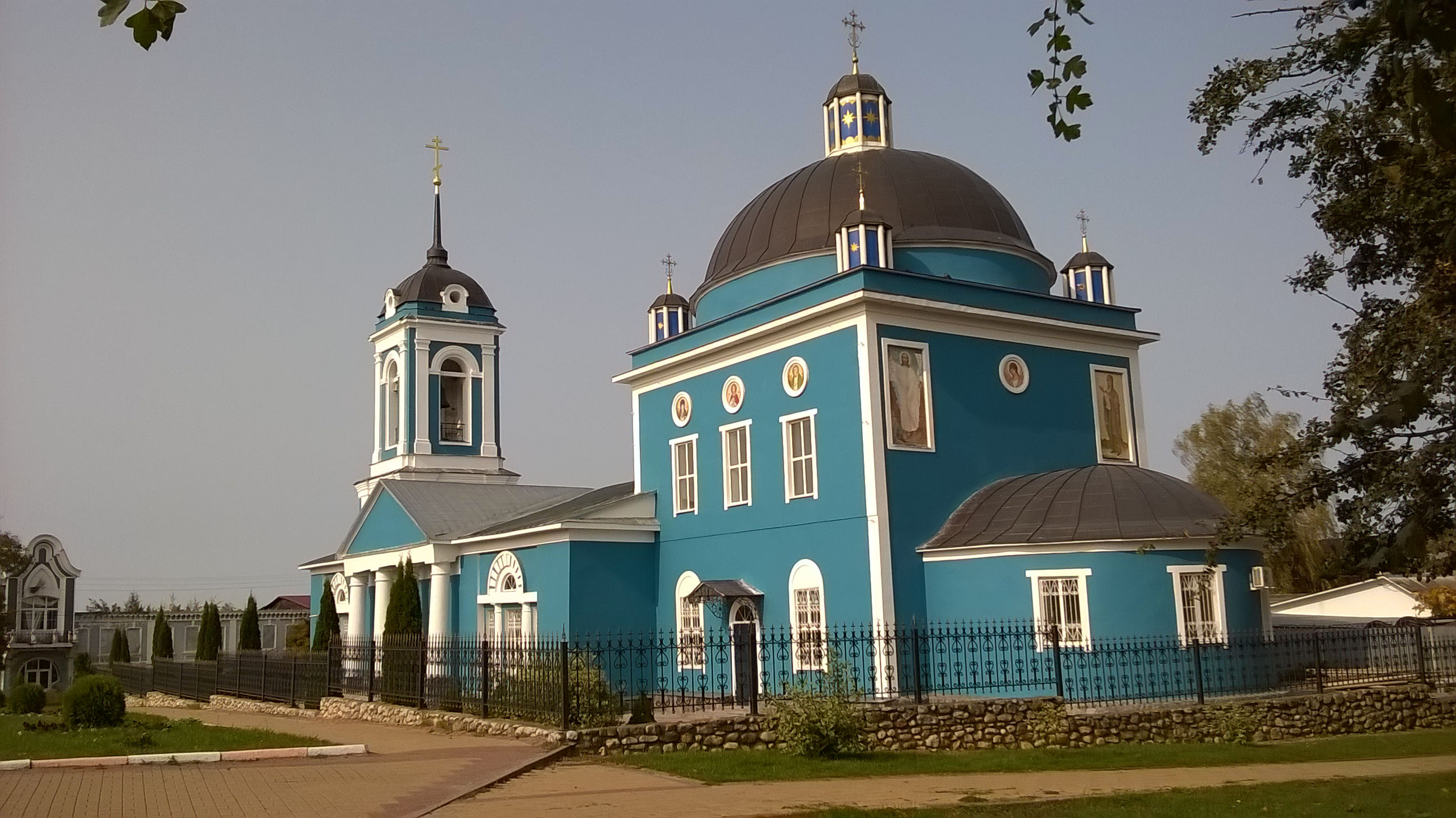
Храм в честь Смоленской иконы Божией Матери был построен в 1770 году. Разрушенная в 1933 году, колокольня была восстановлена в 2003 году. Фотография: 22 сентября 2020

После проведения через Сухиничи двух железных дорог (ветки Москва — Брянск Московско-Киево-Воронежской и ветки Данков — Смоленск Рязанско-Уральской) благосостояние города, торговля и промышленность получили дополнительный толчок к развитию. Таким образом, будучи связан с ближайшими и более удалёнными поселениями, этот городок привлекал к проживанию всё больше населения, хотя и не имел статуса уездного. Даже в первые годы после Октябрьской революции в Сухиничах по субботам и воскресеньям были большие базары, дважды в год — ярмарки, имевшие популярность не только у близлежащих, но и удалённых населённых пунктов.
Значительные коррективы в развитие не только города Сухиничи, но и всей страны, внесли события 1917 года. В 1920—1930-е годы произошли изменения во всех областях деятельности, культуры и религии жителей города.
В 1914—1920 годах по проекту архитектора Н. Г. Мартьянова в Сухиничах построили старообрядческую церковь в честь Казанской Иконы Божией Матери, в которой позднее советская власть, разобрав колокольни, разместила дизельный электрогенератор; священники Казанского храма Илия Шелепов и Тихон Бабанов были расстреляны в 1937 году.

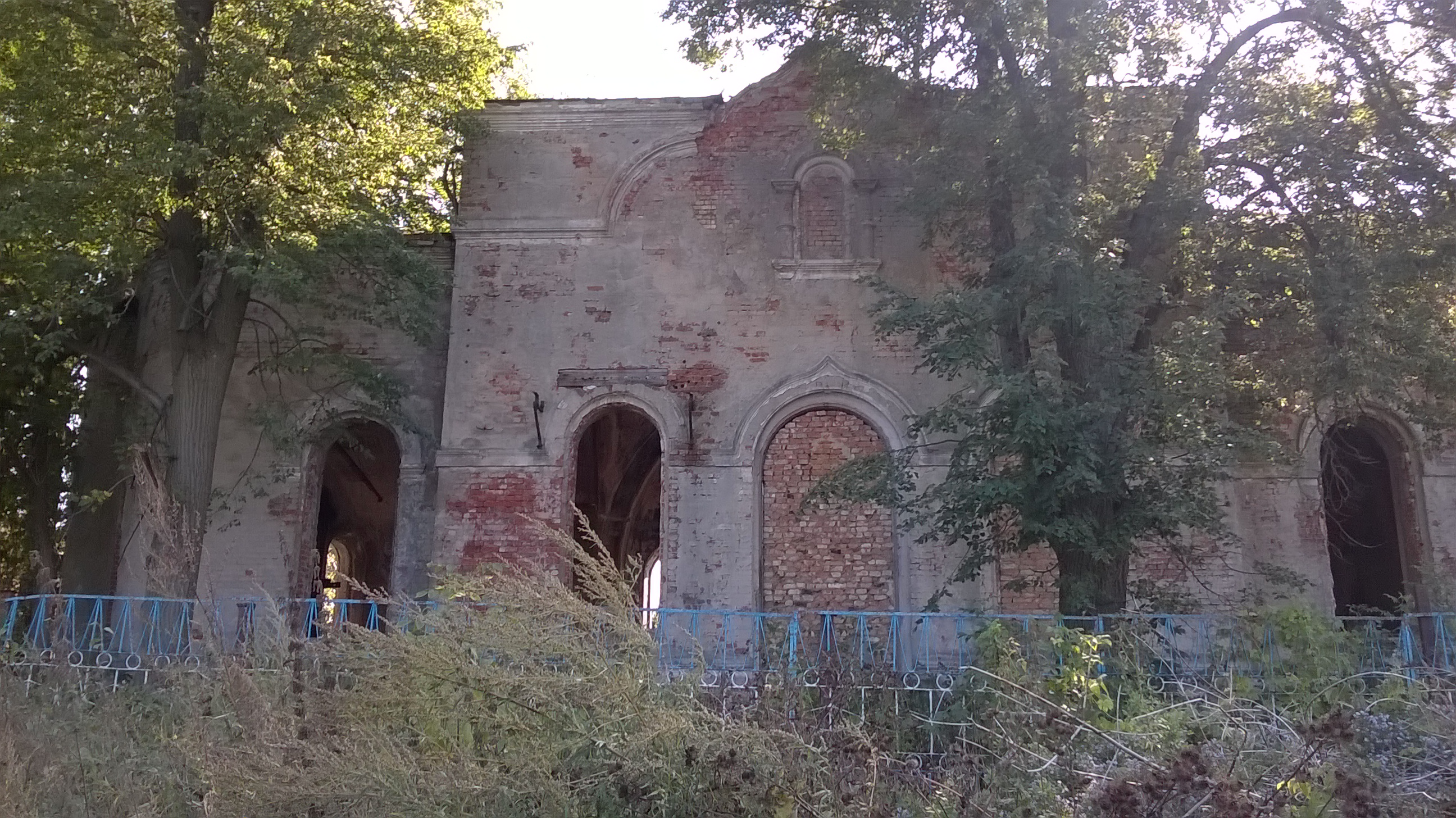
В 20-х годах по проекту архитектора Николая Георгиевича Мартьянова в Сухиничах построили старообрядческую церковь в честь Казанской иконы Божией Матери, на которой позднее коммунисты разрушили колокольни и разместили внутри дизельный электрогенератор. Фотография: 16 сентября 2020

В 1927 году город становится центром вновь образованного Сухиничского уезда Калужской губернии. В 1929 году — центром Сухиничского округа и Сухиничского района Западной области.
В 1930 году был упразднён Сухиничский округ, а в 1937 году — Западная область; город оказался в составе Смоленской области.
Во время Великой Отечественной войны был оккупирован с 7 октября 1941 года по 29 января 1942 года. Ежегодно 29 января отмечается День освобождения города. Оккупанты устроили в Сухиничах лагеря для содержания советских военнопленных.
С 1944 года город в составе Калужской области.

Расположение недостроенного автозавода «Москвич» в Сухиничах

В 1989 году на его восточной окраине строится филиал производственного объединения «Москвич», где планировалось уже в 1993 году выпустить опытную партию нового «Москвича». И хотя завод так и не заработал, в Сухиничах появился новый микрорайон «Автозавод».
23 декабря 2006 года в Сухиничах был установлен памятник К. К. Рокоссовскому, который командовал освободившей город 16-й армией.

## Климат
Климат умеренно континентальный.
| Показатель                    | Янв.  | Фев.  | Март  | Апр.  | Май  | Июнь | Июль | Авг. | Сен. | Окт.  | Нояб. | Дек.  | Год   |
| ----------------------------- | ----- | ----- | ----- | ----- | ---- | ---- | ---- | ---- | ---- | ----- | ----- | ----- | ----- |
| Абсолютный максимум, °C       | 7,6   | 8,1   | 17,8  | 28,6  | 30,7 | 32,3 | 37,2 | 37,8 | 28,5 | 24,9  | 14,8  | 8,4   | 37,8  |
| Средний суточный максимум, °C | −5,6  | −4,8  | 1,1   | 10,7  | 18,3 | 21,4 | 23,3 | 21,8 | 15,9 | 8,8   | 1,1   | −3,4  | 9,3   |
| Средняя температура, °C       | −8,4  | −8    | −2,5  | 6     | 12,9 | 16,3 | 18,1 | 16,5 | 11,1 | 5,2   | −1,2  | −5,9  | 5,2   |
| Средний суточный минимум, °C  | −11,3 | −11,3 | −5,8  | 2     | 7,8  | 11,4 | 13,4 | 11,8 | 7    | 2,2   | −3,4  | −8,5  | 1,5   |
| Абсолютный минимум, °C        | −34,5 | −34   | −28,6 | −15,5 | −4,9 | 0,1  | 4,5  | 0    | −4,5 | −14,3 | −25,8 | −37,5 | −37,5 |
| Норма осадков, мм             | 35    | 30    | 31    | 38    | 52   | 74   | 81   | 72   | 56   | 56    | 47    | 42    | 614   |
| Источник: Climatebase.ru      |       |       |       |       |      |      |      |      |      |       |       |       |       |

| Показатель                   | Янв. | Фев. | Март | Апр. | Май  | Июнь | Июль | Авг. | Сен. | Окт. | Нояб. | Дек. | Год |
| ---------------------------- | ---- | ---- | ---- | ---- | ---- | ---- | ---- | ---- | ---- | ---- | ----- | ---- | --- |
| Средняя температура, °C      | −6,8 | −7,2 | −1,7 | 6,4  | 12,9 | 16,4 | 18,4 | 16,7 | 11,2 | 5,4  | −1,4  | −5,7 | 5,4 |
| Норма осадков, мм            | 41   | 35   | 33   | 36   | 57   | 75   | 78   | 71   | 58   | 59   | 48    | 44   | 635 |
| Источник: ФГБУ «ВНИИГМИ-МЦД» |      |      |      |      |      |      |      |      |      |      |       |      |     |

## Население
| 1857    | 1859    | 1868    | 1897    | 1913    | 1920    | 1926    | 1931    | 1939    | 1959    | 1970    | 1979    |
| ------- | ------- | ------- | ------- | ------- | ------- | ------- | ------- | ------- | ------- | ------- | ------- |
| 6752    | ↘6393   | ↗6497   | ↘5447   | ↗6817   | ↘6466   | ↗7357   | ↘7126   | ↗10 820 | ↗12 717 | ↗16 536 | ↘16 434 |
| 1989    | 1992    | 1996    | 1998    | 2000    | 2001    | 2002    | 2003    | 2005    | 2006    | 2007    | 2008    |
| ↗17 762 | ↗18 300 | ↗18 500 | ↘18 400 | ↘18 300 | ↘18 100 | ↘16 387 | ↗16 400 | ↘16 200 | ↘16 000 | ↘15 900 | ↘15 800 |
| 2009    | 2010    | 2011    | 2012    | 2013    | 2014    | 2015    | 2016    | 2017    | 2018    | 2019    | 2020    |
| ↘15 643 | ↗16 273 | ↗16 300 | ↘16 031 | ↘15 851 | ↘15 602 | ↘15 424 | ↘15 144 | ↘15 111 | ↘14 901 | ↘14 736 | ↗14 779 |
| 2021    | 2023    |         |         |         |         |         |         |         |         |         |         |
| ↗14 806 | ↘14 407 |         |         |         |         |         |         |         |         |         |         |

На 1 января 2025 года по численности населения город находился на 793-м месте из 1124 городов Российской Федерации.

## Местное самоуправление
Главы городского поселения
- Кулабухова Татьяна Юрьевна[40]

Главы администрации поселения
- Голиков Андрей Иванович

## Образование

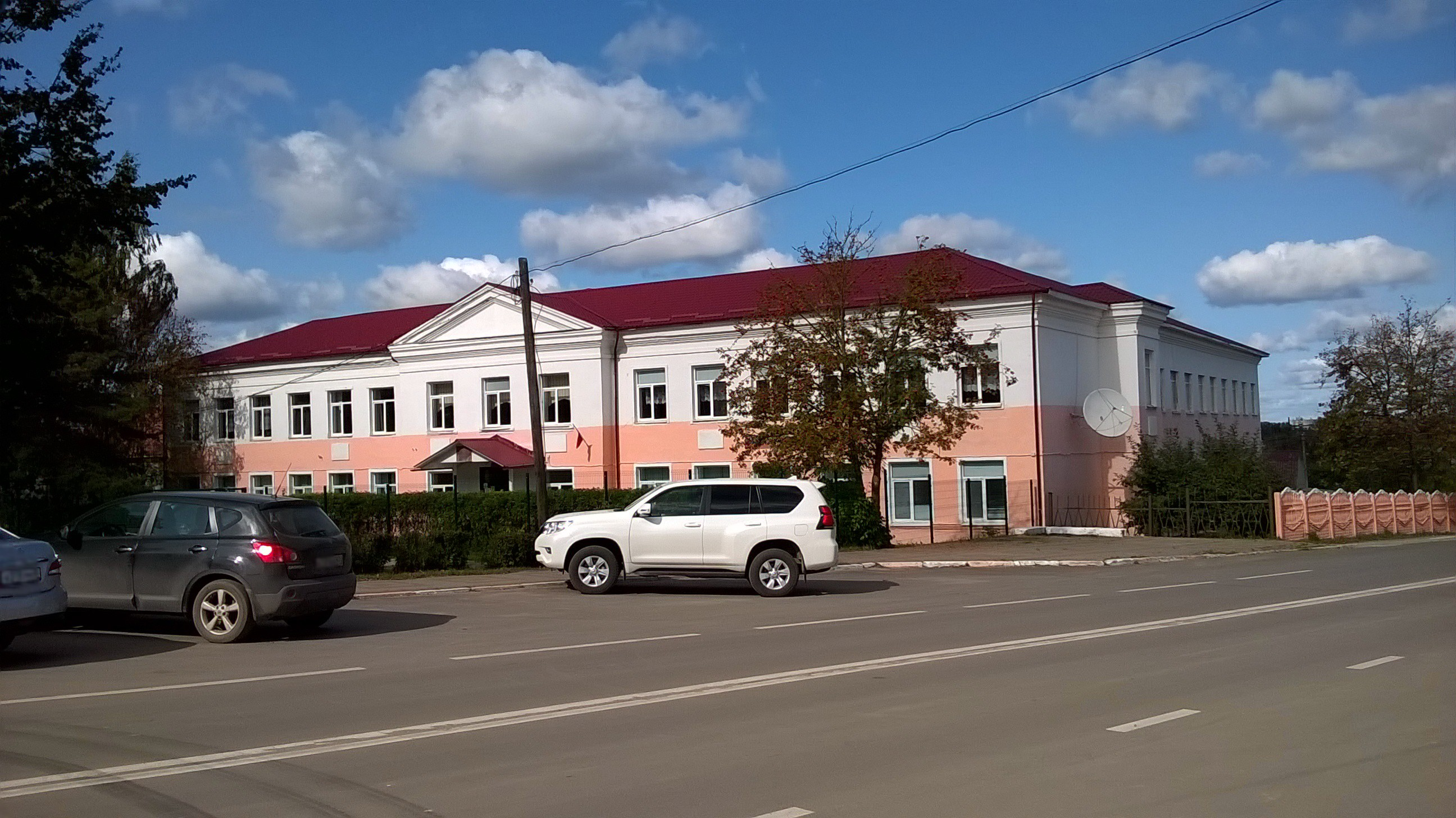
Средняя общеобразовательная школа № 2 с видом со стороны улицы Ленина

На территории города действуют 5 общеобразовательных школ (Школы № 1, 2, 3, 4, 12).
Кроме того, в городе Сухиничи работает профессиональный лицей ПЛ-17 (ныне ГОУ «Колледж транспорта и сервиса»), в котором можно получить среднее профессиональное образование.

## Здравоохранение

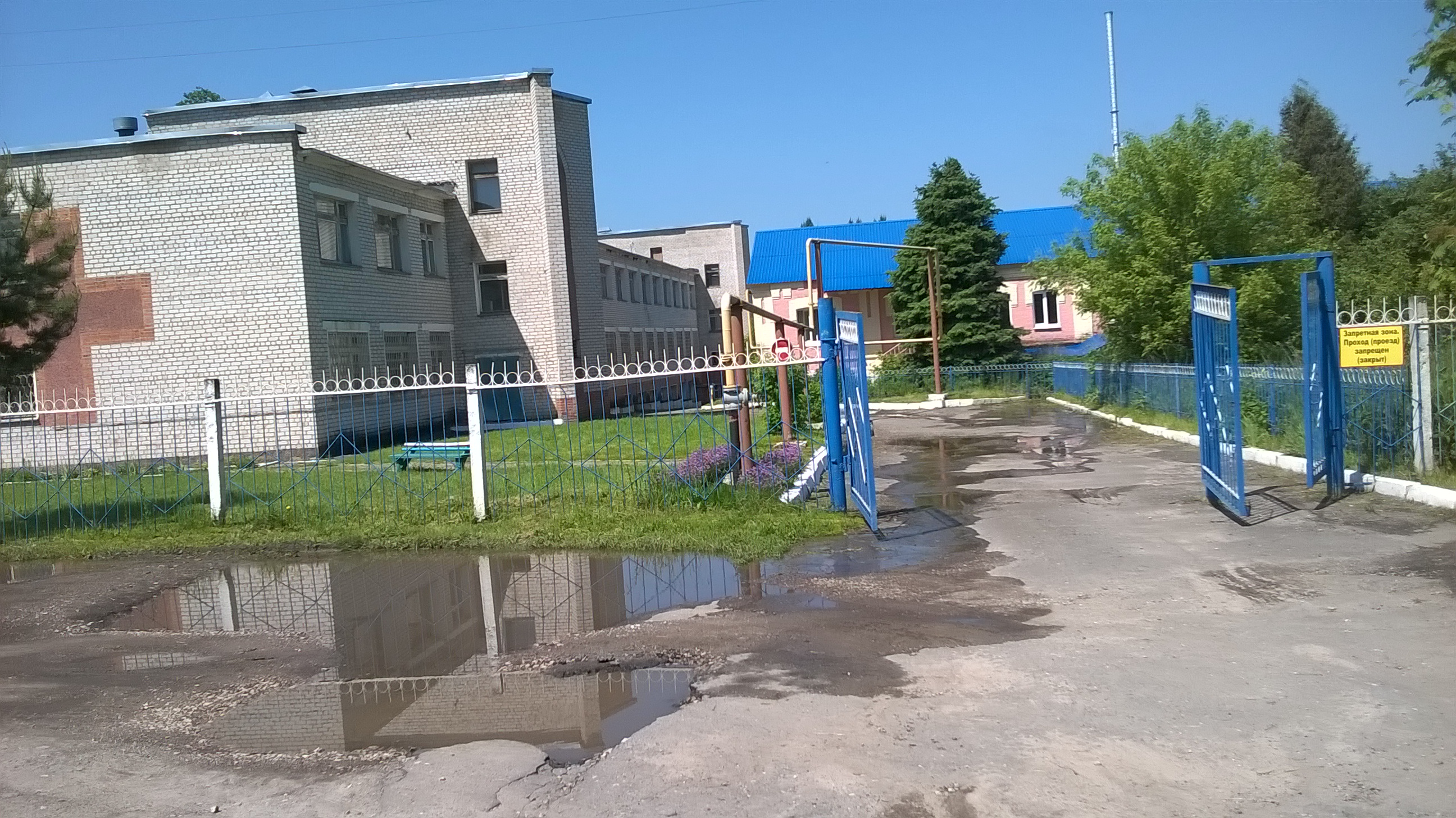
Железнодорожная больница. Слева — современный двухэтажный корпус, справа, в глубине двора, одноэтажное здание — бывшее здание больницы, предположительно, построено в начале XX века для инженеров железной дороги

В городе имеются районная больница с поликлиникой и железнодорожная больница с поликлиникой. В 2020 губернатором было озвучено намерение построить также детскую поликлинику.

## Экономика
- Мебельное производство
- Швейная промышленность
- Фабрика пластмассовых изделий
- Предприятия железнодорожного транспорта
- Сушильный и молочный заводы
- Производство комбикорма

## Памятники

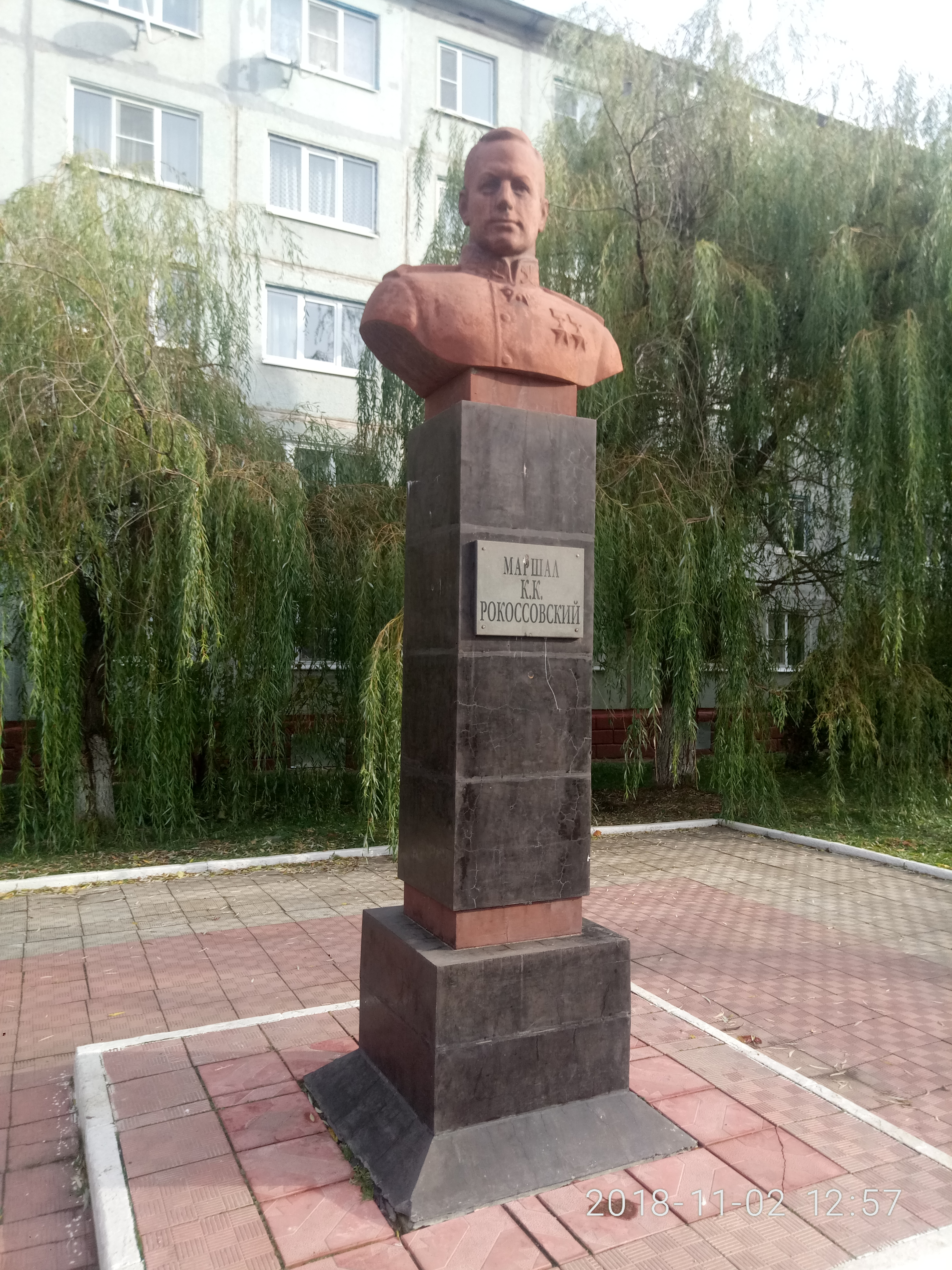
Бюст Рокоссовскому

- Мемориальный комплекс «Сквер Победы»
- Памятник воинам, погибшим в Афганистане
- Стела «Населенный пункт воинской доблести»
- Памятник В. И. Ленину
- Бюст К. К. Рокоссовскому
- Памятник 10-й пушечной артиллерийской бригаде
- Бюст М. И. Калинину на территории Сухиничской районной больницы
- Паровоз серии Л, установленный на станции Сухиничи-Главные[42].

## Известные уроженцы и горожане
- Знаменский, Валериан Сергеевич (1903—1988) — подполковник РККА, участник нескольких войн, Герой Советского Союза (1940).
- Лянцев, Николай Васильевич (1920—1987) — участник Великой Отечественной войны, полный кавалер ордена Славы.
- Клюев, Анатолий Николаевич (1923—2001) — советский военачальник, генерал-полковник.
- Окунь, Лев Борисович (1929—2015) — советский и российский физик, академик РАН (1991; академик АН СССР с 1990).
- Осипенко, Ефим Ильич — первый кавалер медали «Партизану Отечественной войны» I степени.